# Gerronema minutum
Gerronema minutum är en svampart som tillhör divisionen basidiesvampar, och som först beskrevs av Rolf Singer och A.P.L. Digilio, och fick sitt nu gällande namn av Rolf Singer. Gerronema minutum ingår i släktet Gerronema, och familjen Porotheleaceae. Arten har ej påträffats i Sverige.